# Hendrik III van Silezië
Hendrik III van Silezië bijgenaamd de Witte (circa 1227/1230 - 3 december 1266) was van 1248 tot 1266 hertog van Silezië-Breslau. Hij behoorde tot de Silezische tak van het huis Piasten.

## Levensloop
Hij was de derde zoon van groothertog Hendrik II van Polen, eveneens hertog van Silezië, en Anna van Bohemen, dochter van koning Ottokar I van Bohemen.
In 1241 sneuvelde zijn vader tijdens de Slag bij Liegnitz tegen de met veel geweld binnengevallen Mongolen (zie het Mongoolse Rijk). Hendrik III was toen nog minderjarig en na de dood van zijn vader werd zijn oudste broer Bolesław II daarom voorlopig voogd en hertog van Silezië-Breslau. Zijn oudere broer Mieszko kreeg het gebied rond de stad Lubusz in het westen van Silezië, totdat hij in 1242 plots overleed. 
In 1247 werd Hendrik III uiteindelijk volwassen verklaard. Het was de bedoeling dat hij dan samen met zijn oudste broer Bolesław II Silezië-Breslau zou regeren, maar zijn broer weigerde de macht te delen. Met de hulp van de adel slaagde Hendrik III erin om Bolesław II te overtuigen om de macht met hem te delen, maar door verschillende conflicten tussen de broers werd in 1248 besloten om Silezië-Breslau te verdelen. Hendrik III kreeg het hertogdom Breslau, terwijl Bolesław II het hertogdom Liegnitz ontving. Dit zou het begin betekenen van de versplintering van het hertogdom Silezië.
Bolesław II vond echter dat hij te weinig grondgebied had gekregen en begon daarom een oorlog tegen zijn broer Hendrik III. Doordat Bolesław II in geldnood kwam, moest hij echter een deel van het gebied rond Lubusz (Lebus) aan de aartsbisschop van Maagdenburg verkopen. Omdat Hendrik III eerder een vredevolle en spaarzame politiek voorstond, was er in de eerste jaren van het conflict alleen nog sprake van een sterke bewapening. Dit veranderde echter toen Hendriks jongere broer Koenraad I zich met het conflict begon te bemoeien en een eigen gebied opeiste. Koenraad I, die zich ook het hertogdom Breslau toe-eigende, slaagde er zelfs in om Hendrik III drie jaar lang af te zetten. Nadat het hertogdom Liegnitz wegens interne verdeeldheid uiteen viel, profiteerde hij van het machtsvacuüm om zijn macht in Liegnitz uit te breiden. 
Nadat Hendrik III terug aan de macht kwam in Breslau, werd hij de belangrijkste hertog van Silezië. Nadat hij zijn macht in binnenland gevestigd had, bekommerde hij zich om de verhoudingen met het buitenland. Zo had hij als hertog van Silezië goede contacten met het aangrenzende koninkrijk Bohemen, wat tot een bondgenootschap leidde en tegelijk de banden met het koninkrijk Polen losser maakte. Deze alliantie leverde Hendrik III echter ook vijanden op. In 1253 besteeg namelijk Ottokar II de Boheemse troon, die door zijn grote rijkdom een grote kans had om heerser van het Duitse Rijk (het Heilige Roomse Rijk) te worden. Er brak echter oorlog tussen Ottokar II en de Hongaarse koning Béla IV. Als bondgenoot van Bohemen werd het hertogdom Silezië bedreigd door het deel van de Poolse adel dat Hongarije steunde. Toch bleef Hendrik III trouw aan koning Ottokar II van Bohemen en in 1260 nam hij deel aan de Slag bij Kressenbrunn, die door Bohemen gewonnen werd. Dit legde de basis voor de opname van Silezië in het Duitse Rijk, die na een eeuw een feit werd. 
Nog wel probeerde Hendrik III meer invloed te verkrijgen in het groothertogdom Polen, maar uiteindelijk zag hij dat zijn macht als een 'Duitse' rijksvorst verder zou kunnen uitbouwen. Hij zocht voor zichzelf en voor zijn dochter huwelijkspartners uit de rangen van de Duitse rijksadel, en als hertog van Silezië bevorderde hij de zogenaamde de Oostkolonisatie van Duitse boeren in nieuw aangelegde dorpen en van Duitse burgers in nieuwe stadsvestigingen, zoals bij de schenking in 1261 van stadsrechten aan de burgers van Breslau, waarmee hij de geplande en breedvoerige wederopbouw van de stad kon verzekeren. De uiteindelijke germanisering van Silezië vindt hier haar oorsprong.  
Als hertog van Silezië probeerde Hendrik III eveneens om de macht van de adel in te perken, wat voor grote onrust binnen de adel in zijn hertogdom zorgde. In 1266 kwam de adel zelfs in opstand tegen hem en eiste zij de bisschop van Passau dat hij de macht zou gaan delen met zijn jongste broer Wladislaus. De opstand mislukte echter en de adel kon zijn eisen dus niet doordrukken. Hetzelfde jaar overleed Hendrik III onverwacht. Aangenomen wordt dat hij vergiftigd zou kunnen zijn. Ook zijn oudere broer Bolesław II of de bisschop van Passau konden belang hebben gehad bij zijn dood. In ieder geval werd hij  begraven in de Ursulakerk van Breslau.
Na zijn dood werd Hendrik III als hertog van Silezië-Breslau opgevolgd door zijn jongste broer Wladislaus en zijn minderjarige zoon Hendrik IV, die later ook groothertog van Polen zou worden.

## Huwelijken en nakomelingen
Op 8 juni 1252 huwde Hendrik III met Judith, weduwe van hertog Mieszko II de Vette van het Silezische  Opole (Oppeln). Ze kregen volgende kinderen:
- Hedwig (circa 1252/1256 - voor 1300), huwde met prins Hendrik van Meißen en daarna met graaf Otto I van Anhalt
- Hendrik IV (circa 1256 - 1290), hertog van Silezië-Breslau en groothertog van Polen.

Na de dood van zijn eerste vrouw huwde Hendrik III in zijn sterfjaar 1266 met Helena, dochter van hertog Albrecht I van Saksen. Dit huwelijk bleef echter kinderloos.